# Juan Manuel García Rey
Juan Manuel García Rey (Alicante, 18 de enero de 1997), más conocido como Juanma García, es un futbolista español que juega en la demarcación de defensa central para el C. E. Sabadell F. C. de la Segunda Federación.

## Trayectoria
Juanma, nacido en Alicante, es un defensa central formado en el fútbol base del Elche CF en el que jugó hasta 2009, ya que con 10 años ingresa en la estructura del FC Barcelona. Pasaría por todas las etapas del club catalán hasta cosechar grandes éxitos en su etapa juvenil, ya que sería capitán del Juvenil A que levantó la primera Youth League de la historia azulgrana en la temporada 13-14.
En agosto de 2016, con 19 años y tras ocho temporadas en el club blaugrana, abandonó La Masía para firmar por el Liverpool Football Club para jugar en su equipo filial, durante tres temporadas.
En las tres temporadas que pasó con los ‘reds’, Juanma encadenó algunas lesiones que no le permitieron demostrar su talento y llamar a la puerta del primer equipo. 
El verano de 2019 fichó por el FC Vorskla Poltava de la Liga Premier de Ucrania por dos temporadas.
En febrero de 2021 volvería a España para firmar por el Jove Español donde jugaría hasta final de temporada.
De cara a la siguiente temporada firmaría por la U. D. Alzira donde jugaría un año.
Más tarde pasaría por el C. F. Gandia, el Atlético Saguntino y el Orihuela C. F., logrando con este último llegar a la final de la fase de ascenso a Primera Federación, que perderían frente al Barakaldo.
En verano de 2024 anunciaría su fichaje por el C. E. Sabadell C. F. de la Segunda Federación.

## Clubes
| Club                 | País       | Año       |
| -------------------- | ---------- | --------- |
| Elche Fútbol Base    | España     | 2009      |
| Barça Fútbol Base    | España     | 2009-2011 |
| Barça Cadete A       | España     | 2011-12   |
| Barça Juvenil B      | España     | 2012-2013 |
| Barça Juvenil A      | España     | 2013-16   |
| Liverpool FC sub-23  | Inglaterra | 2016-2019 |
| FC Vorskla Poltava   | Ucrania    | 2019-2020 |
| Jove Español         | España     | 2021      |
| Alcira               | España     | 2021-2022 |
| CF Gandía            | España     | 2022-2023 |
| At. Saguntino        | España     | 2023      |
| Orihuela CF          | España     | 2023-2024 |
| C. E. Sabadell F. C. | España     | 2024-Act. |